# Lophodermium balaramii
Lophodermium balaramii är en svampart som beskrevs av P.F. Cannon & Minter 1986. Lophodermium balaramii ingår i släktet Lophodermium och familjen Rhytismataceae.   Inga underarter finns listade i Catalogue of Life.